# Kalamus
Kalamus, rotang (Calamus) – rodzaj roślin z rodziny arekowatych. W zależności od ujęcia systematycznego należy do niego od ok. 380 do ok. 450–520 gatunków. Palmy te występują głównie w tropikalnej Azji i na Archipelagu Malajskim, poza tym w Australii i na wyspach Pacyfiku, jeden gatunek rośnie w tropikalnej Afryce Środkowej i Zachodniej. Rosną głównie w lasach monsunowych. W większości są to liany, w tym osiągające nawet do 200 m długości, przy średnicy od kilku mm do 15 cm. Nieliczne gatunki są bezłodygowe. Liście pierzaste do 1–2 m długości, często z osią zaopatrzoną w zadziorowate kolce, poza tym wyrastające także w obrębie kwiatostanów. Długie łodygi wielu gatunków wykorzystywane są jako surowiec plecionkarski zwany rotang lub rattan. Niektóre dostarczają jadalnych owoców.

## Systematyka
Synonimy

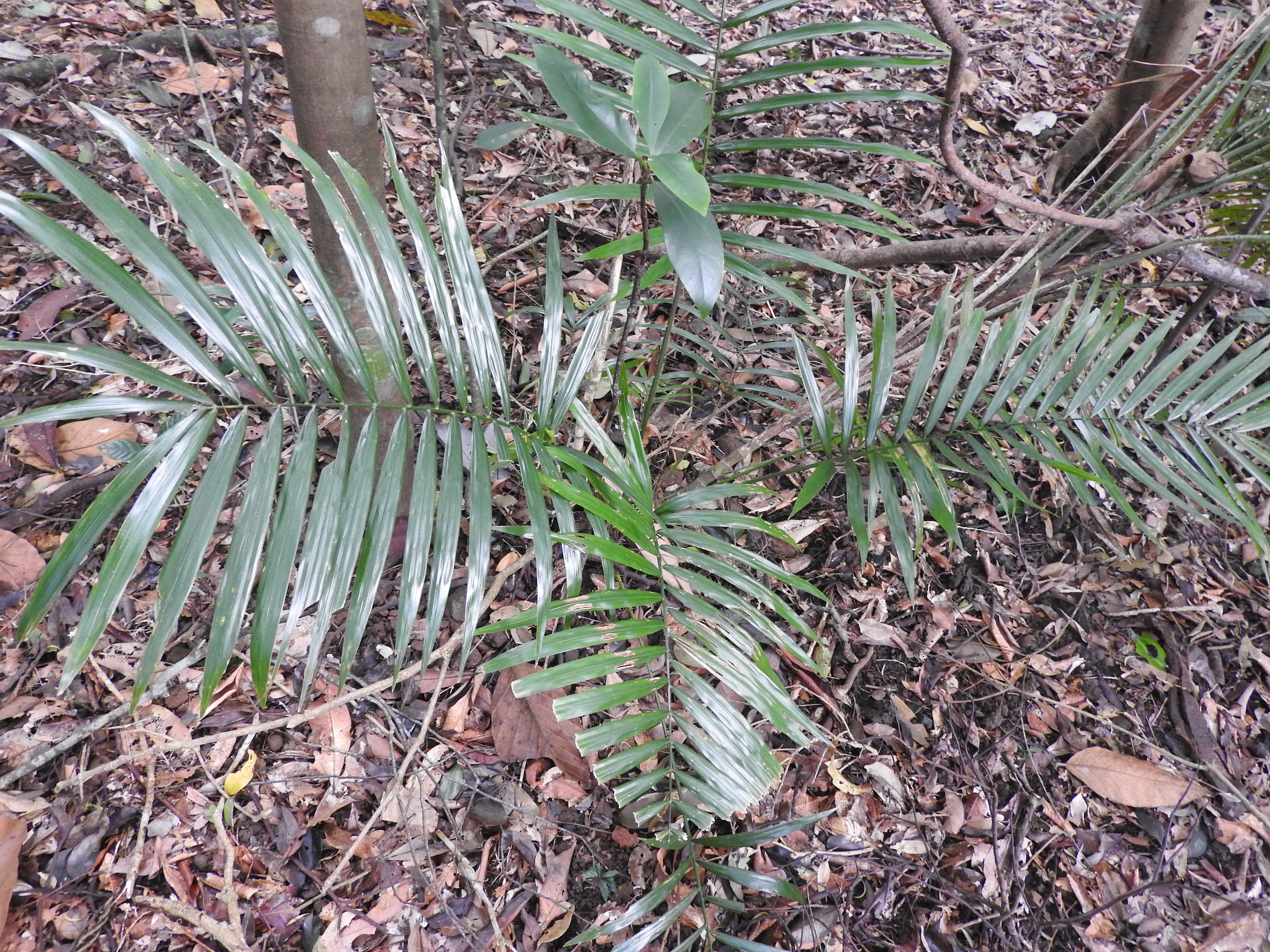
Calamus hookeri

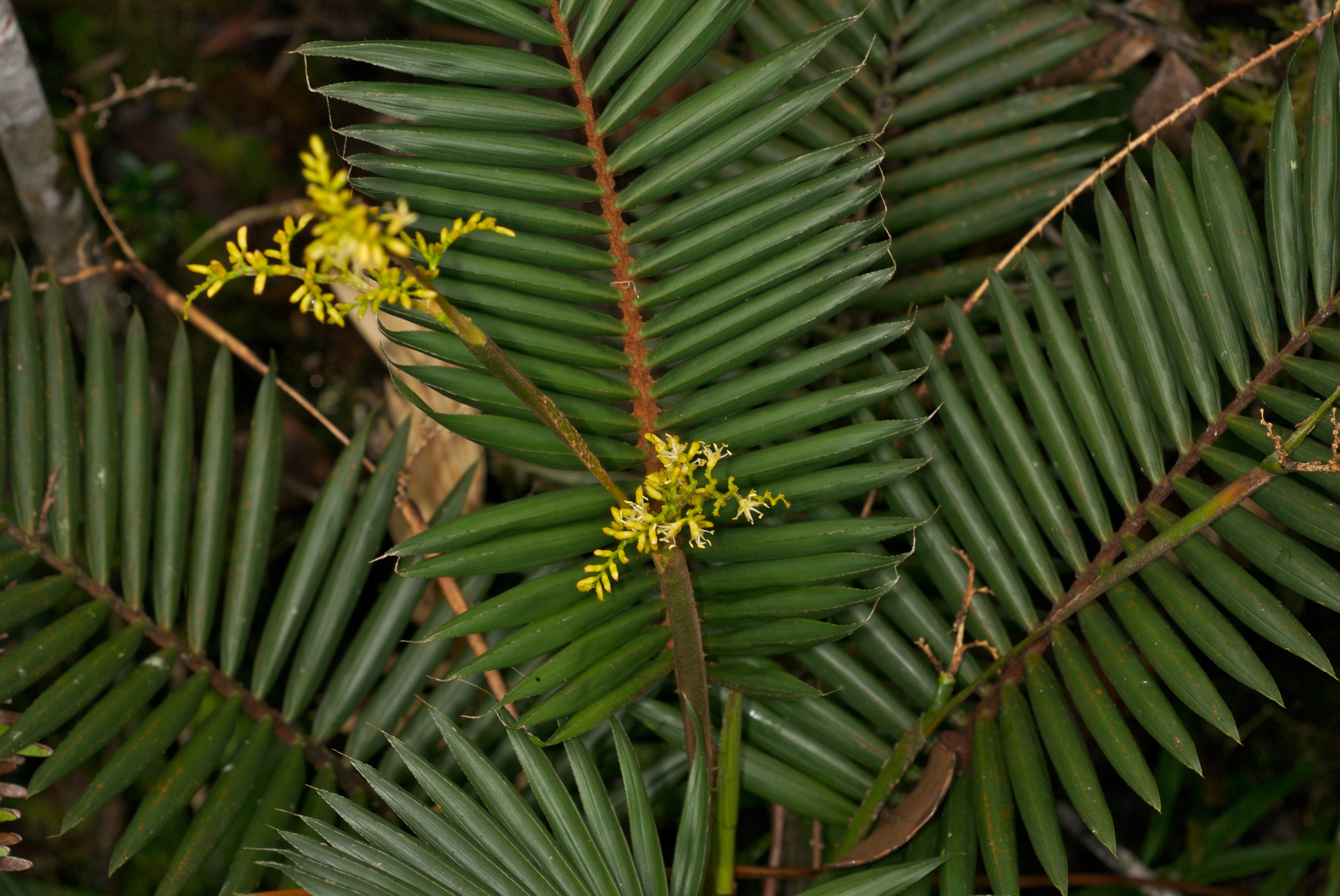
Calamus gibbsianus

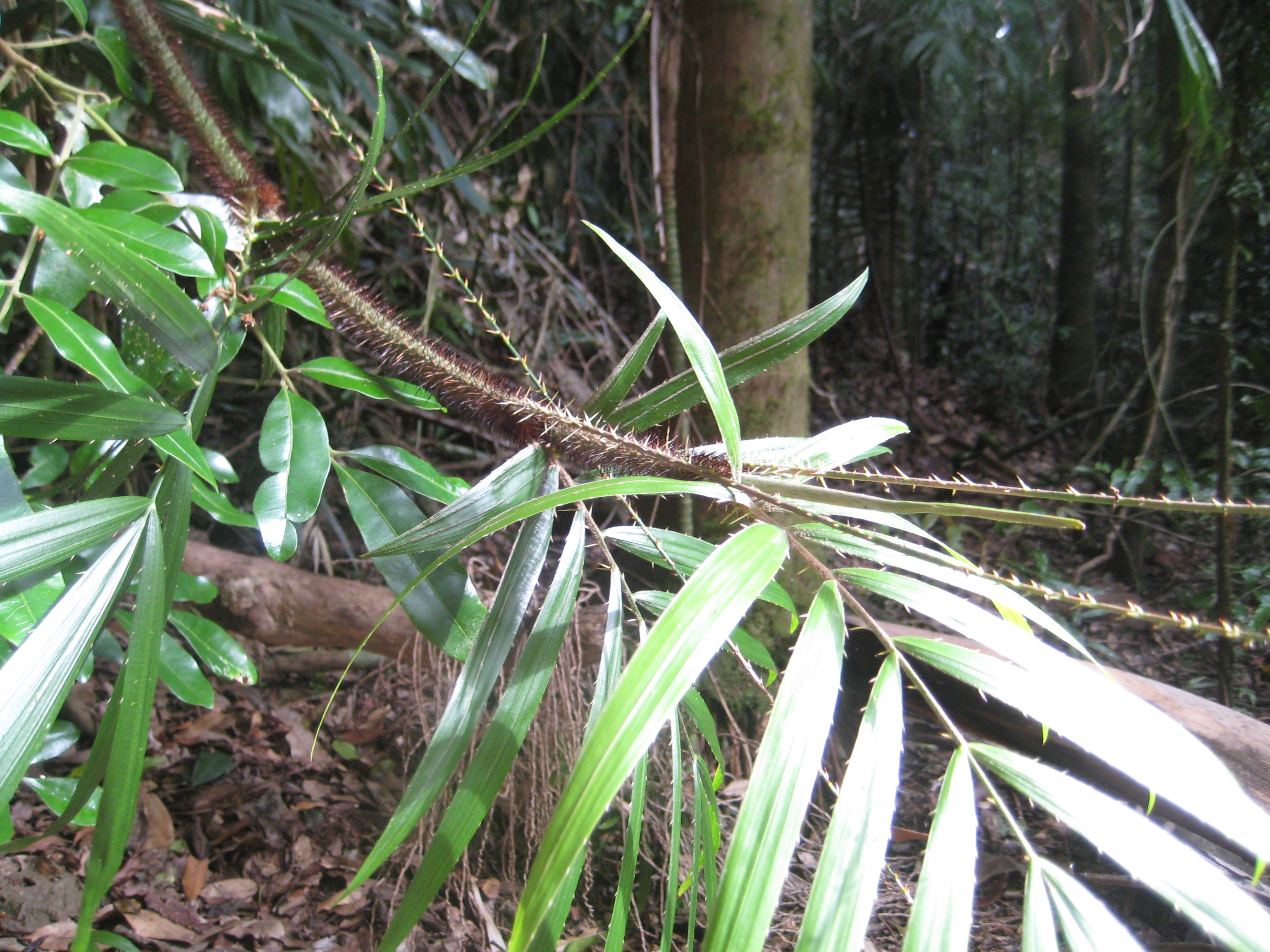
Calamus muelleri

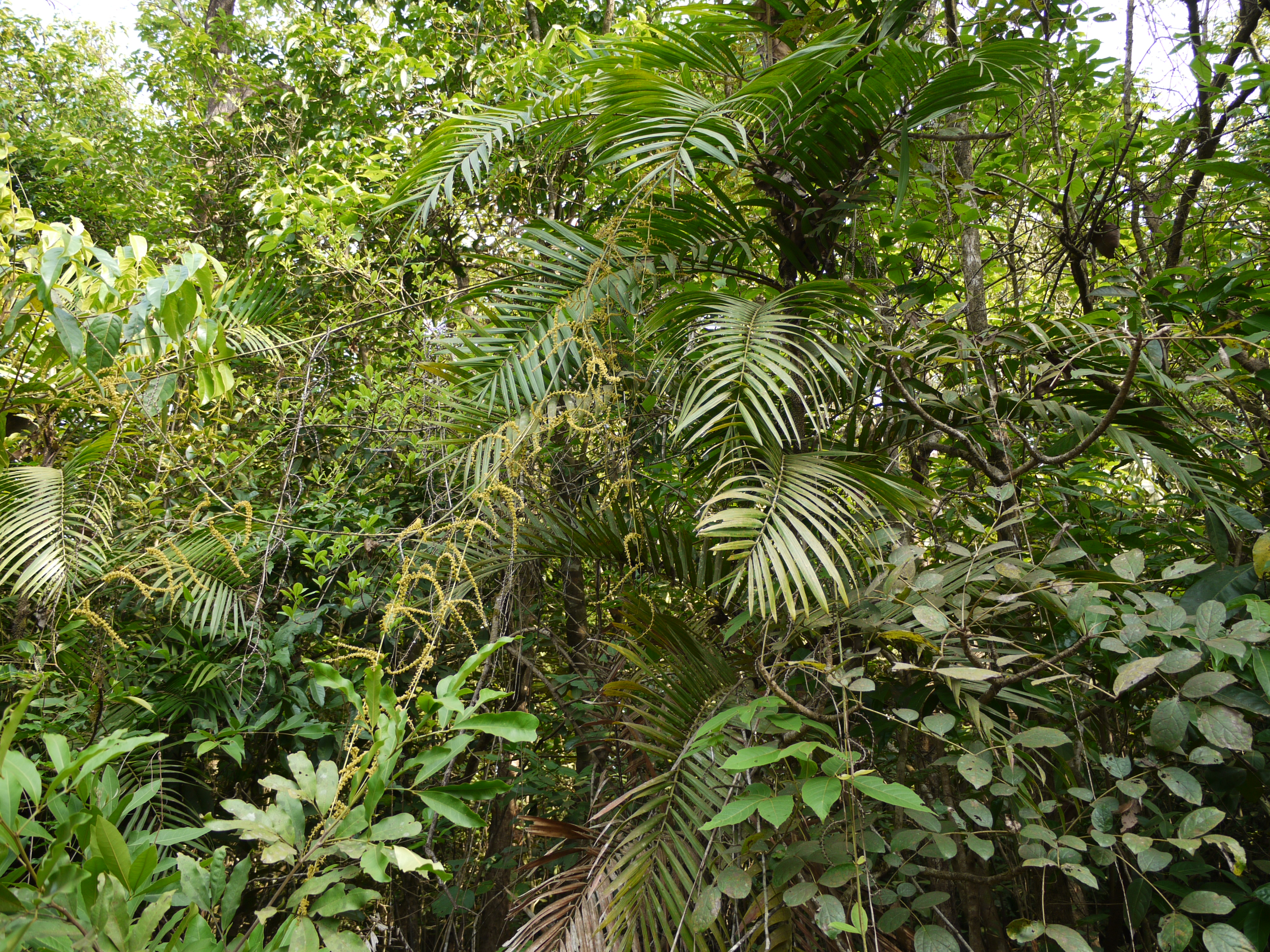
Pokrój Calamus pseudotenuis

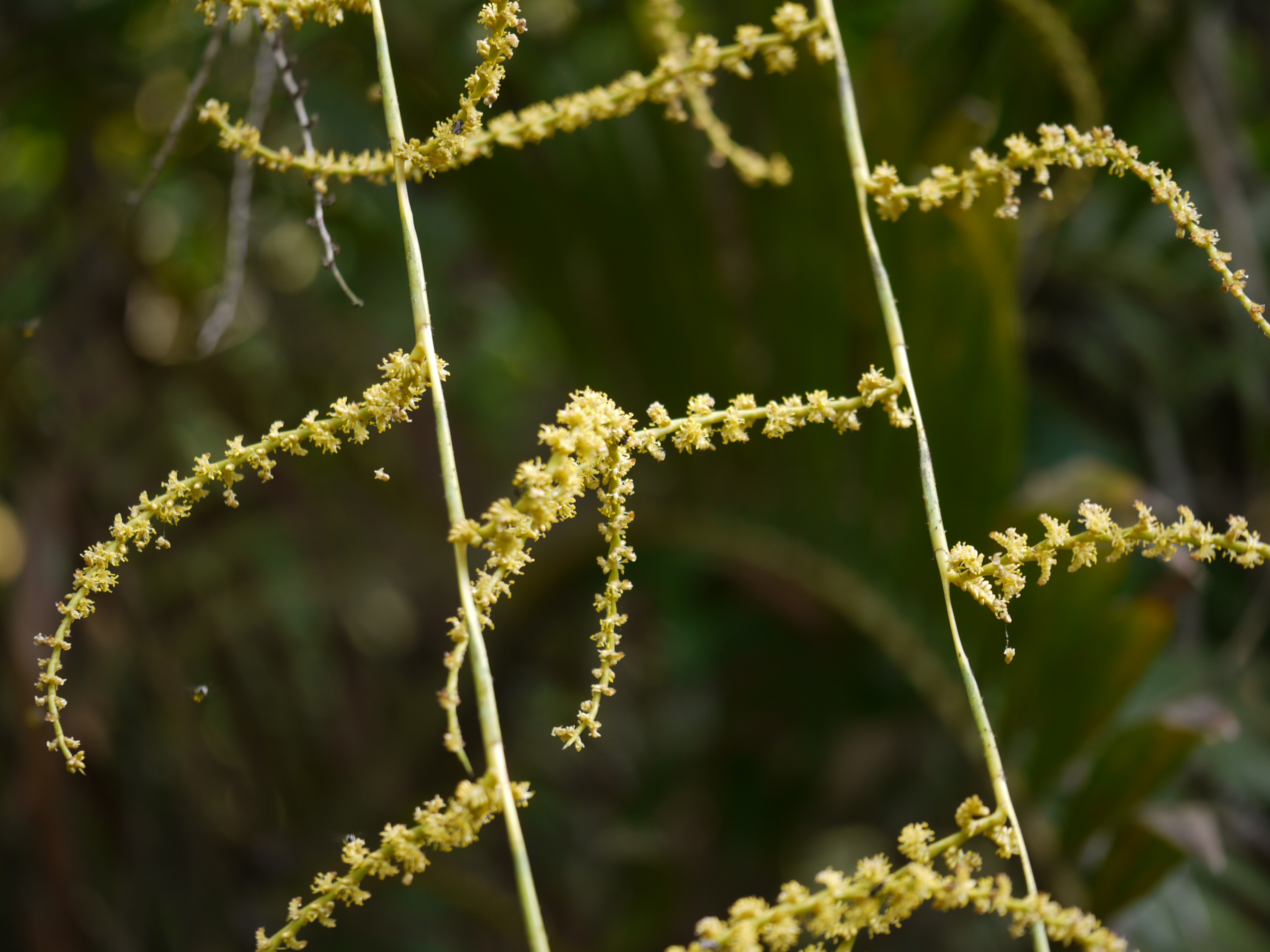
Kwiatostany Calamus pseudotenuis

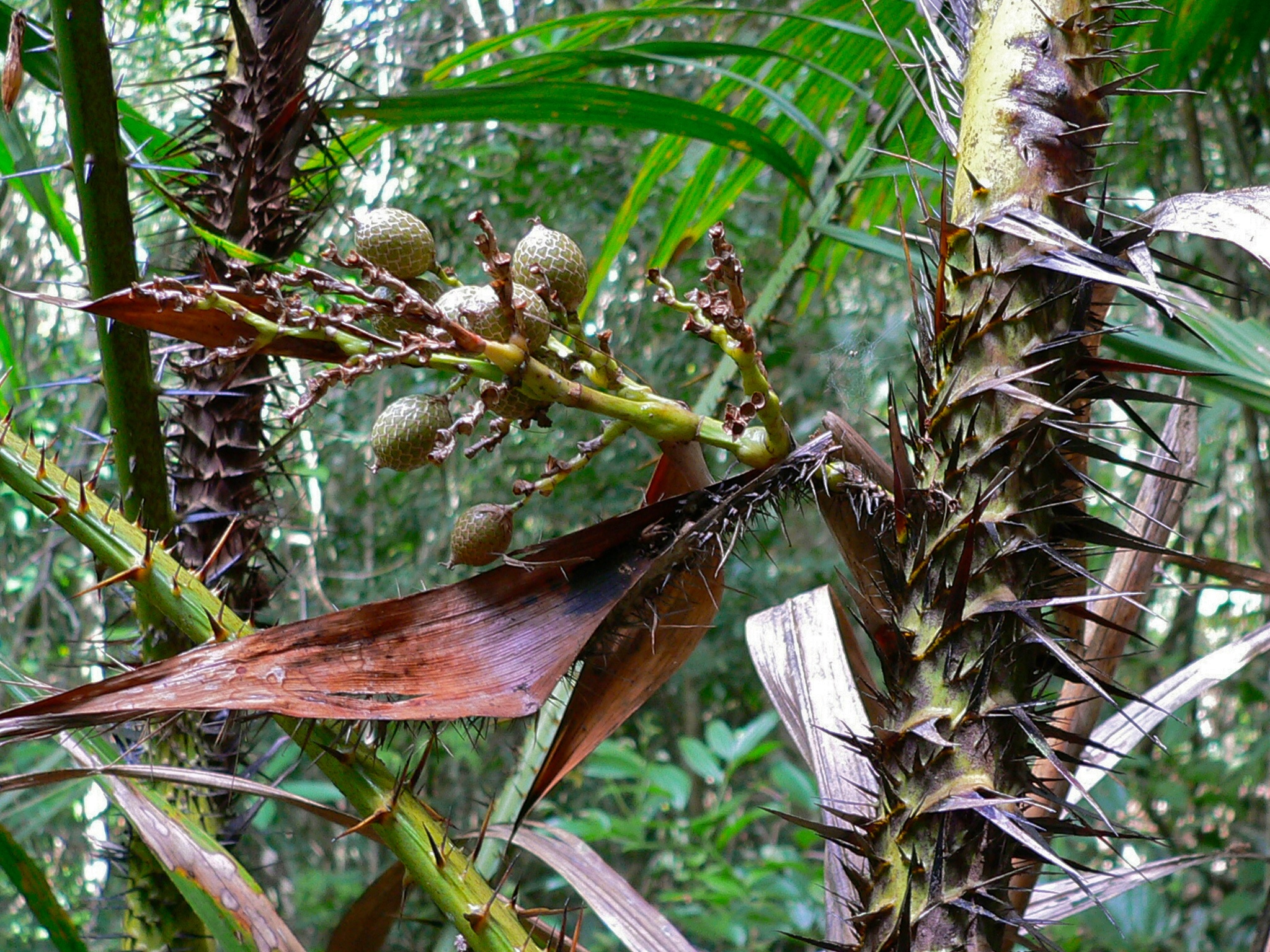
Pęd z owocami Calamus rotang

Cornera Furtado, Palmjuncus Kuntze, Rotang Adans., Rotanga Boehm., Schizospatha Furtado, Zalaccella Becc.
Pozycja systematyczna
Rodzaj należy do rodziny arekowatych (Arecaceae) z rzędu arekowców (Arecales). W obrębie rodziny jest zaliczany do podrodziny Calamoideae, plemienia Calameae i podplemienia Calaminae. W niektórych ujęciach jest jednym z kilku rodzajów w obrębie podplemienia, w innych obejmuje wszystkie taksony w jego obrębie (wówczas listę jego synonimów uzupełniają: Ceratolobus, Retispatha, Pogonotium, Daemonorops).
Wykaz gatunków
- Calamus acanthochlamys J.Dransf.
- Calamus acanthophyllus Becc.
- Calamus acanthospathus Griff.
- Calamus acaulis A.J.Hend., N.K.Ban & N.Q.Dung
- Calamus acidus Becc.
- Calamus acuminatus Becc.
- Calamus adspersus (Blume) Blume
- Calamus aidae Fernando
- Calamus albidus L.X.Guo & A.J.Hend.
- Calamus albus Pers.
- Calamus altiscandens Burret
- Calamus amplijugus J.Dransf.
- Calamus andamanicus Kurz
- Calamus anomalus Burret
- Calamus arborescens Griff.
- Calamus arfakianus Becc.
- Calamus aruensis Becc.
- Calamus arugda Becc.
- Calamus ashtonii J.Dransf.
- Calamus asperrimus Blume
- Calamus australis Mart.
- Calamus austroguangxiensis  S.J.Pei & S.Y.Chen
- Calamus axillaris Becc.
- Calamus bachmaensis A.J.Hend., N.K.Ban & N.Q.Dung
- Calamus bacularis Becc.
- Calamus balerensis Fernando
- Calamus balingensis Furtado
- Calamus bankae W.J.Baker & J.Dransf.
- Calamus baratangensis Renuka & Vijayak.
- Calamus barbatus Zipp. ex Blume
- Calamus basui Renuka & Vijayak.
- Calamus batanensis (Becc.) Baja-Lapis
- Calamus beccarii A.J.Hend.
- Calamus benkulensis Becc.
- Calamus bicolor Becc.
- Calamus billitonensis Becc. ex K.Heyne
- Calamus bimaniferus T.Evans & al.
- Calamus blumei Becc.
- Calamus boniensis Becc. ex K.Heyne
- Calamus bousigonii Becc.
- Calamus brandisii Becc.
- Calamus brassii Burret
- Calamus brevifolius Becc.
- Calamus burckianus Becc.
- Calamus burkillianus Becc. ex Ridl.
- Calamus buroensis Mart.
- Calamus caesius Blume
- Calamus calospathus (Ridl.) W.J.Baker & J.Dransf.
- Calamus caryotoides A.Cunn. ex Mart.
- Calamus castaneus Griff.
- Calamus cawa Blume
- Calamus centralis A.J.Hend., N.K.Ban & N.Q.Dung
- Calamus ceratophorus Conrard
- Calamus ciliaris Blume
- Calamus cockburnii J.Dransf.
- Calamus compsostachys Burret
- Calamus comptus J.Dransf.
- Calamus concinnus Mart.
- Calamus congestiflorus J.Dransf.
- Calamus conirostris Becc.
- Calamus conjugatus Furtado
- Calamus convallium J.Dransf.
- Calamus corneri Furtado
- Calamus corrugatus Becc.
- Calamus crassifolius J.Dransf.
- Calamus crispus A.J.Hend., N.K.Ban & N.Q.Dung
- Calamus cumingianus Becc.
- Calamus curag Blanco ex Becc.
- Calamus cuthbertsonii Becc.
- Calamus dasyacanthus W.J.Baker & al.
- Calamus deerratus G.Mann & H.Wendl.
- Calamus delessertianus Becc.
- Calamus delicatulus Thwaites
- Calamus densiflorus Becc.
- Calamus depauperatus Ridl.
- Calamus dianbaiensis C.F.Wei
- Calamus didymocarpus Warb. ex Becc.
- Calamus diepenhorstii Miq.
- Calamus digitatus Becc.
- Calamus dilaceratus Becc.
- Calamus dimorphacanthus Becc.
- Calamus dioicus Lour.
- Calamus discolor Mart.
- Calamus distentus Burret
- Calamus divaricatus Becc.
- Calamus dongnaiensis Pierre ex Becc.
- Calamus dransfieldii Renuka
- Calamus egregius Burret
- Calamus elmerianus Becc. ex Elmer
- Calamus elopurensis J.Dransf.
- Calamus endauensis J.Dransf.
- Calamus epetiolaris Mart.
- Calamus equestris Willd.
- Calamus erectus Roxb.
- Calamus erinaceus (Becc.) J.Dransf.
- Calamus erioacanthus Becc.
- Calamus essigii W.J.Baker
- Calamus evansii A.J.Hend.
- Calamus exilis Griff.
- Calamus eximius Burret
- Calamus faberi Becc.
- Calamus farinosus Linden
- Calamus fertilis Becc.
- Calamus filipendulus Becc.
- Calamus filispadix Becc.
- Calamus fimbriatus Van Valk.
- Calamus fissijugatus Burret
- Calamus flabellatus Becc.
- Calamus flagellum Griff. ex Mart.
- Calamus floribundus Griff.
- Calamus formosanus Becc.
- Calamus foxworthyi Becc.
- Calamus fuscus Becc.
- Calamus gamblei Becc.
- Calamus gibbsianus Becc.
- Calamus godefroyi Becc.
- Calamus gogolensis Becc.
- Calamus gonospermus Becc.
- Calamus gracilis Roxb.
- Calamus graminosus Blume
- Calamus grandifolius Becc.
- Calamus gregisectus Burret
- Calamus griseus J.Dransf.
- Calamus guruba Buch.-Ham. ex Mart.
- Calamus hainanensis C.C.Chang & L.G.Xu ex R.H.Miau
- Calamus halmaherensis Burret
- Calamus harmandii Pierre ex Becc.
- Calamus hartmannii Becc.
- Calamus henryanus Becc.
- Calamus hepburnii J.Dransf.
- Calamus heteracanthus Zipp. ex Blume
- Calamus heteroideus Blume
- Calamus hispidulus Becc.
- Calamus holttumii Furtado
- Calamus hookerianus Becc.
- Calamus hukaungensis A.J.Hend.
- Calamus humboldtianus Becc.
- Calamus hypertrichosus Becc.
- Calamus hypoleucus Kurz
- Calamus impar Becc.
- Calamus inopinatus Furtado
- Calamus inops Becc. ex K.Heyne
- Calamus insignis Griff.
- Calamus interruptus Becc.
- Calamus javensis Blume
- Calamus jenningsianus Becc.
- Calamus kandariensis Becc.
- Calamus karnatakensis Renuka & Lakshmana
- Calamus karuensis Ridl.
- Calamus keyensis Becc.
- Calamus kiahii Furtado
- Calamus kingianus Becc.
- Calamus kjellbergii Furtado
- Calamus klossii Ridl.
- Calamus kontumensis A.J.Hend., N.K.Ban & N.Q.Dung
- Calamus koordersianus Becc.
- Calamus lacciferus Lakshmana & Renuka
- Calamus laevigatus Mart.
- Calamus lakshmanae Renuka
- Calamus lambirensis J.Dransf.
- Calamus laoensis T.Evans & al.
- Calamus lateralis A.J.Hend., N.K.Ban & N.Q.Dung
- Calamus latifolius Roxb.
- Calamus latispinus Miq.
- Calamus lauterbachii Becc.
- Calamus laxissimus Ridl.
- Calamus ledermannianus Becc.
- Calamus leiocaulis Becc. ex K.Heyne
- Calamus leloi J.Dransf.
- Calamus leptospadix Griff.
- Calamus leptostachys Becc. ex K.Heyne
- Calamus lobbianus Becc.
- Calamus longipinna K.Schum. & Lauterb.
- Calamus longisetus Griff.
- Calamus longispathus Ridl.
- Calamus luridus Becc.
- Calamus macgregorii Becc.
- Calamus macrochlamys Becc.
- Calamus macrorhynchus Burret
- Calamus macrosphaerion Becc.
- Calamus maiadum J.Dransf.
- Calamus malawaliensis J.Dransf.
- Calamus manan Miq.
- Calamus manillensis (Mart.) H.Wendl.
- Calamus marginatus (Blume) Mart.
- Calamus maritimus Blume
- Calamus mattanensis Becc.
- Calamus maturbongsii W.J.Baker & J.Dransf.
- Calamus mayrii Burret
- Calamus megaphyllus Becc.
- Calamus meghalayensis A.J.Hend.
- Calamus melanacanthus Mart.
- Calamus melanochrous Burret
- Calamus melanoloma Mart.
- Calamus melanorhynchus Becc.
- Calamus merrillii Becc.
- Calamus mesilauensis J.Dransf.
- Calamus metzianus Schltdl.
- Calamus micranthus Blume
- Calamus microcarpus Becc.
- Calamus microsphaerion Becc.
- Calamus minahassae Warb. ex Becc.
- Calamus mindorensis Becc.
- Calamus minor A.J.Hend.
- Calamus minutus J.Dransf.
- Calamus mitis Becc.
- Calamus modestus T.Evans & T.P.Anh
- Calamus mogeae J.Dransf.
- Calamus moorhousei Furtado
- Calamus moseleyanus Becc.
- Calamus moszkowskianus Becc.
- Calamus moti F.M.Bailey
- Calamus muelleri H.Wendl.
- Calamus multinervis Becc.
- Calamus multisetosus Burret
- Calamus multispicatus Burret
- Calamus muricatus Becc.
- Calamus myriacanthus Becc.
- Calamus myriocarpus Burret
- Calamus myriocladus Burret
- Calamus nagbettai R.R.Fernald & Dey
- Calamus nambariensis Becc.
- Calamus nannostachys Burret
- Calamus nanodendron J.Dransf.
- Calamus neelagiricus Renuka
- Calamus nematospadix Becc.
- Calamus nicobaricus Becc.
- Calamus nielsenii J.Dransf.
- Calamus nigricans Van Valk.
- Calamus occidentalis Witono & J.Dransf.
- Calamus oligostachys T.Evans & al.
- Calamus opacus Blume
- Calamus optimus Becc.
- Calamus ornatus Blume
- Calamus orthostachyus Furtado
- Calamus ovoideus Thwaites ex Trimen
- Calamus oxleyanus Teijsm. & Binn. ex Miq.
- Calamus oxycarpus Becc.
- Calamus pachypus W.J.Baker & al.
- Calamus pachystachys Warb. ex Becc.
- Calamus pachystemonus Thwaites
- Calamus padangensis Furtado
- Calamus palustris Griff.
- Calamus pandanosmus Furtado
- Calamus papuanus Becc.
- Calamus parvulus A.J.Hend. & N.Q.Dung
- Calamus paspalanthus Becc.
- Calamus paucijugus Becc. ex K.Heyne
- Calamus paulii J.Dransf.
- Calamus pedicellatus Becc. ex K.Heyne
- Calamus penicillatus Roxb.
- Calamus perakensis Becc.
- Calamus peregrinus Furtado
- Calamus pholidostachys J.Dransf. & W.J.Baker
- Calamus pilosellus Becc.
- Calamus pilosissimus Becc.
- Calamus pisicarpus Blume
- Calamus platyspathus Mart. ex Kunth
- Calamus plicatus Blume
- Calamus poensis Becc.
- Calamus pogonacanthus Becc. ex H.J.P.Winkl.
- Calamus poilanei Conrard
- Calamus polycladus Burret
- Calamus polystachys Becc.
- Calamus praetermissus J.Dransf.
- Calamus prasinus Lakshmana & Renuka
- Calamus prattianus Becc.
- Calamus pseudofeanus S.K.Basu
- Calamus pseudomollis Becc.
- Calamus pseudorivalis Becc.
- Calamus pseudotenuis Becc.
- Calamus pseudoulur Becc.
- Calamus pseudozebrinus Burret
- Calamus psilocladus J.Dransf.
- Calamus pulaiensis Becc.
- Calamus pulcher Miq.
- Calamus pycnocarpus (Furtado) J.Dransf.
- Calamus pygmaeus Becc.
- Calamus quinquenervius Roxb.
- Calamus radiatus Thwaites
- Calamus radicalis H.Wendl. & Drude
- Calamus radulosus Becc.
- Calamus ramulosus Becc.
- Calamus reinwardtii Mart.
- Calamus renukae J.Jacob, N.Mohanan & Kariyappa
- Calamus reticulatus Burret
- Calamus reyesianus Becc.
- Calamus rhabdocladus Burret
- Calamus rheedei Griff.
- Calamus rhomboideus Blume
- Calamus rhytidomus Becc.
- Calamus ridleyanus Becc.
- Calamus robinsonianus Becc.
- Calamus rotang L. – kalamus rotangowy
- Calamus rudentum Lour.
- Calamus rugosus Becc.
- Calamus rumphii Blume
- Calamus ruvidus Becc.
- Calamus sabalensis J.Dransf.
- Calamus sabensis Becc.
- Calamus salicifolius Becc.
- Calamus samian Becc.
- Calamus sarawakensis Becc.
- Calamus scabridulus Becc.
- Calamus scabrispathus Becc.
- Calamus schaeferianus Burret
- Calamus schistoacanthus Blume
- Calamus schlechterianus Becc.
- Calamus scipionum Lour.
- Calamus scleracanthus Becc. ex K.Heyne
- Calamus sedens J.Dransf.
- Calamus semierectus Renuka & Vijayak.
- Calamus semoi Becc.
- Calamus senalingensis J.Dransf.
- Calamus sepikensis Becc.
- Calamus seriatus A.J.Hend. & N.Q.Dung
- Calamus serrulatus Becc.
- Calamus sessilifolius Burret
- Calamus setulosus J.Dransf.
- Calamus shendurunii Anto, Renuka & Sreek.
- Calamus siamensis Becc.
- Calamus simplex Becc.
- Calamus simplicifolius C.F.Wei
- Calamus siphonospathus Mart.
- Calamus solitarius T.Evans & al.
- Calamus sordidus J.Dransf.
- Calamus speciosissimus Furtado
- Calamus spectabilis Blume
- Calamus spectatissimus Furtado
- Calamus spicatus A.J.Hend.
- Calamus spinifolius Becc.
- Calamus spinulinervis Becc.
- Calamus spiralis A.J.Hend., N.K.Ban & N.Q.Dung
- Calamus stoloniferus Renuka
- Calamus suaveolens W.J.Baker & J.Dransf.
- Calamus subinermis H.Wendl. ex Becc.
- Calamus sumbawensis Burret
- Calamus symphysipus Mart.
- Calamus tanakadatei Furtado
- Calamus tapa Becc.
- Calamus temburongii J.Dransf.
- Calamus temii T.Evans
- Calamus tenompokensis Furtado
- Calamus tenuis Roxb.
- Calamus tetradactyloides Burret
- Calamus tetradactylus Hance
- Calamus thwaitesii Becc.
- Calamus thysanolepis Hance
- Calamus timorensis Becc.
- Calamus toli-toliensis Becc. ex K.Heyne
- Calamus tomentosus Becc.
- Calamus trachycoleus Becc.
- Calamus travancoricus Bedd. ex Becc.
- Calamus trispermus Becc.
- Calamus tumidus Furtado
- Calamus ulur Becc.
- Calamus unifarius H.Wendl.
- Calamus usitatus Blanco
- Calamus vattayila Renuka
- Calamus vestitus Becc.
- Calamus vidalianus Becc.
- Calamus viminalis Willd.
- Calamus vinosus Becc.
- Calamus viridispinus Becc.
- Calamus viridissimus Becc.
- Calamus vitiensis Warb. ex Becc.
- Calamus walkeri Hance
- Calamus wanggaii W.J.Baker & J.Dransf.
- Calamus warburgii K.Schum.
- Calamus wari-wariensis Becc.
- Calamus whitmorei J.Dransf.
- Calamus wightii Griff.
- Calamus winklerianus Becc.
- Calamus wuliangshanensis San Y.Chen, K.L.Wang & S.J.Pei
- Calamus yentuensis A.J.Hend. & N.Q.Dung
- Calamus zebrinus Becc.
- Calamus zeylanicus Becc.
- Calamus zollingeri Becc.
- Calamus zonatus Becc.